# Station Wadhurst
Wadhurst is een spoorwegstation van National Rail in Wadhurst, Wealden in Engeland. Het station is eigendom van Network Rail en wordt beheerd door Southeastern. Het station is geopend in 1851.